# (8409) Valentaugustus
(8409) Valentaugustus – planetoida należąca do zewnętrznej części pasa głównego asteroid okrążająca Słońce w ciągu 5 lat i 274 dni w średniej odległości 3,21 au. Została odkryta 28 listopada 1995 roku w Socorro przez Roberta Webera. Nazwa planetoidy pochodzi od Valentina Augustusa Webera (1867–1940), dziadka odkrywcy. Przed nadaniem nazwy planetoida nosiła oznaczenie tymczasowe (8409) 1995 WB43.